# Blepharandra cachimbensis
Blepharandra cachimbensis är en tvåhjärtbladig växtart som beskrevs av W.R. Anderson. Blepharandra cachimbensis ingår i släktet Blepharandra och familjen Malpighiaceae. Inga underarter finns listade i Catalogue of Life.